# Lysiopetalum ictericum
Lysiopetalum ictericum är en mångfotingart som beskrevs av Ludwig Carl Christian Koch 1867. Lysiopetalum ictericum ingår i släktet Lysiopetalum och familjen Callipodidae. Inga underarter finns listade i Catalogue of Life.